# Llista de simfonies de Haydn
Hi ha 104 simfonies escrites pel compositor del Classicisme Franz Joseph Haydn que normalment es coneixen per una numeració correlativa, tot i que algunes també es coneixen per algun sobrenom. Aquests números corresponen als que els va donar Anthony van Hoboken en la catalogació que va fer de les obres de Haydn, anomenat "Hoboken-Verzeichnis" (Catàleg Hoboken). Així, per exemple, la simfonia número 34 és la que apareix com a Hob. I/34, és a dir, número 34, del primer apartat (el que correspon a les simfonies) del catàleg de Hoboken. Aquest sistema, però, no reflecteix l'ordre real de composició amb total exactitud; malgrat això, avui en dia és utilitzat pràcticament per tothom, i els altres sistemes es consideren obsolets.

## Les simfonies
- Simfonia núm. 1 en re major (1759)
- Simfonia núm. 2 en do major (1764)
- Simfonia núm. 3 en sol major (1762)
- Simfonia núm. 4 en re major (1762)
- Simfonia núm. 5 en la major (1762)
- Simfonia núm. 6 en re major, Le matin (El matí) (1761)
- Simfonia núm. 7 en do major, Le midi (El migdia) (1761)
- Simfonia núm. 8 en sol major, Le soir (El vespre) (1761)
- Simfonia núm. 9 en do major (1762)
- Simfonia núm. 10 en re major (1766)
- Simfonia núm. 11 en mi bemoll major (1769)
- Simfonia núm. 12 en mi major (1763)
- Simfonia núm. 13 en re major (1763)
- Simfonia núm. 14 en la major (1764)
- Simfonia núm. 15 en re major (1764)
- Simfonia núm. 16 en si bemoll major (1766)
- Simfonia núm. 17 en fa major (1765)
- Simfonia núm. 18 en sol major (1766)
- Simfonia núm. 19 en re major (1766)
- Simfonia núm. 20 en do major (1766)
- Simfonia núm. 21 en la major (1764)
- Simfonia núm. 22 en mi bemoll major, El filòsof (1764)
- Simfonia núm. 23 en sol major (1764)
- Simfonia núm. 24 en re major (1764)
- Simfonia núm. 25 en do major (1766)
- Simfonia núm. 26 en re menor, Lamentatione (Lamentació) (1770)
- Simfonia núm. 27 en sol major (1766)
- Simfonia núm. 28 en la major (1765)
- Simfonia núm. 29 en mi major (1765)
- Simfonia núm. 30 en do major, Al·leluia (1765)
- Simfonia núm. 31 en re major, El toc/senyal del corn/trompa (1765)
- Simfonia núm. 32 en do major (1766)
- Simfonia núm. 33 en do major (1767)
- Simfonia núm. 34 en re menor (1767)
- Simfonia núm. 35 en si bemoll major (1767)
- Simfonia núm. 36 en mi bemoll major (1769)
- Simfonia núm. 37 en do major (1758)
- Simfonia núm. 38 en do major, L'Eco (1769)
- Simfonia núm. 39 en sol menor (1768)
- Simfonia núm. 40 en fa major (1763)
- Simfonia núm. 41 en do major (1770)
- Simfonia núm. 42 en re major (1771)
- Simfonia núm. 43 en mi bemoll major, Mercuri (1772)
- Simfonia núm. 44 en mi menor, Fúnebre (1772)
- Simfonia núm. 45 en fa sostingut menor, Dels adéus (1772)
- Simfonia núm. 46 in si major (1772)
- Simfonia núm. 47 en sol major, El palíndrom (1772)
- Simfonia núm. 48 en do major, Maria Teresa (1769)
- Simfonia núm. 49 en fa menor, La passione (La passió) (1768)
- Simfonia núm. 50 en do major (1773)
- Simfonia núm. 51 en si bemoll major (1774)
- Simfonia núm. 52 en do menor (1774)
- Simfonia núm. 53 en re major, L'impériale (la imperial) (1778 - 1779)
- Simfonia núm. 54 en sol major (1774)
- Simfonia núm. 55 en mi bemoll major, El mestre d'escola (1774)
- Simfonia núm. 56 en do major (1774)
- Simfonia núm. 57 en re major (1774)
- Simfonia núm. 58 en fa major (1774)
- Simfonia núm. 59 en la major, Feuer (Foc) (1769)
- Simfonia núm. 60 en do major, Il distratto (El distret) (1774)
- Simfonia núm. 61 en re major (1776)
- Simfonia núm. 62 en re major (1781)
- Simfonia núm. 63 en do major, La Roxelane (1781)
- Simfonia núm. 64 en la major, Tempora mutantur (1575)
- Simfonia núm. 65 en la major (1778)
- Simfonia núm. 66 en si bemoll major (1779)
- Simfonia núm. 67 en fa major (1779)
- Simfonia núm. 68 en si bemoll major (1779)
- Simfonia núm. 69 en do major, Laudon (1779)
- Simfonia núm. 70 en re major (1779)
- Simfonia núm. 71 en si bemoll major (1780)
- Simfonia núm. 72 en re major (1763 - 1765)
- Simfonia núm. 73 en re major, La chasse (La cacera) (1782)
- Simfonia núm. 74 en mi bemoll major (1781)
- Simfonia núm. 75 en re major (1781)
- Simfonia núm. 76 en mi bemoll major (1782)
- Simfonia núm. 77 en si bemoll major (1782)
- Simfonia núm. 78 en do menor (1782)
- Simfonia núm. 79 en fa major (1784)
- Simfonia núm. 80 en re menor (1784)
- Simfonia núm. 81 en sol major (1784)
- Les "Simfonies de París":
  - Simfonia núm. 82 en do major, L'os (1786)
  - Simfonia núm. 83 en sol menor, La gallina (1785)
  - Simfonia núm. 84 en mi bemoll major, In nomine Domini (1786)
  - Simfonia núm. 85 en si bemoll major, La Reine (La reina") (1785?)
  - Simfonia núm. 86 en re major (1786)
  - Simfonia núm. 87 en la major (1785)
- Simfonia núm. 88 en sol major (1787?)
- Simfonia núm. 89 en fa major (1787)
- Simfonia núm. 90 en do major (1788)
- Simfonia núm. 91 en mi bemoll major (1788)
- Simfonia núm. 92 en sol major, Oxford (1789)
- Les "Simfonies de Londres":
  - Simfonia núm. 93 en re major (1791)
  - Simfonia núm. 94 en sol major, La sorpresa (1791)
  - Simfonia núm. 95 en do menor (1791)
  - Simfonia núm. 96 en re major, El miracle (1791)
  - Simfonia núm. 97 en do major (1792)
  - Simfonia núm. 98 en si bemoll major (1792)
  - Simfonia núm. 99 en mi bemoll major (1793)
  - Simfonia núm. 100 en sol major, Militar (1793 - 1794)
  - Simfonia núm. 101 en re major, El rellotge (1793 - 1794)  Tercer moviment del concert núm. 2 per a violoncel i orquestra, amb John Michel com a solista (?·pàg.)
  - Simfonia núm. 102 en si bemoll major (1794)
  - Simfonia núm. 103 en mi bemoll major, el redoble de timbal (1795)
  - Simfonia núm. 104 en re major, Londres (1795)

Hoboken també inclou a la seva categoria I (Simfonies) altres obres: 
- Hob. I/105 en si bemoll major, més coneguda com a Sinfonia Concertante per a violí, violoncel, oboè i fagot (1792)
- Hob. I/106, de la qual només ha arribat una part (1769?)
- Hob. I/107 en si bemoll major, molt més coneguda com a Simfonia A que no pas per la numeració de Hoboken. (1762)
- Hob. I/108 en si bemoll major, molt més coneguda com a Simfonia B que no pas per la numeració de Hoboken. (1765)

Cal fer notar que l'obra Hob. I/105 realment no és pròpiament una simfonia sinó una simfonia concertant i que la núm. 106 només ha arribat de forma parcial, de manera que el nombre de simfonies de Haydn habitualment es considera que és de 106.